# Anita Garibaldi (miniserie televisiva)
Anita Garibaldi è una miniserie televisiva italiana diretta da Claudio Bonivento.
Prodotta in due puntate andate in onda il 16 e 17 gennaio 2012 in occasione del 150º anniversario dell'Unità d'Italia, è incentrata sul personaggio storico di Anita Garibaldi, rivoluzionaria brasiliana coniuge e compagna d'armi di Giuseppe Garibaldi.

## Trama
Giuseppe Garibaldi, in fuga dall'Italia, si reca in Sudamerica, dove conosce la giovane brasiliana Ana Maria de Jesus Ribeiro, detta Anita. La ragazza si innamora subito dell'uomo e sposa in pieno i suoi ideali di libertà, affrontando con lui le varie battaglie a favore dell'indipendenza dei più deboli.
Dopo una breve parentesi di tranquillità Garibaldi rientra in Italia per riprendere a lottare, venendo subito raggiunto dalla moglie che non esiterà a combattere in prima linea al suo fianco. Nella primavera del 1849 Garibaldi si mette al servizio della breve Repubblica Romana che aveva messo papa Pio IX in fuga a Gaeta.
La lotta per affrancare i territori dello Stato Pontificio dal potere temporale del papa e imporre la Repubblica è frustrata dalla slealtà del generale Oudinot, a capo della guarnigione francese che difende il papato, che bombarda la città con un giorno d'anticipo sulla fine della tregua con i repubblicani; la coppia, insieme con altri combattenti per la libertà di Roma, decide quindi di risalire l'Italia per offrire aiuto ai combattenti della Repubblica di San Marco.
Alle valli di Comacchio Anita, già provata dalla fuga in gravidanza, è colpita da febbre tifoide e muore nei dintorni di Ravenna.